# Epipleoneura westfalli
Epipleoneura westfalli – gatunek ważki z rodziny łątkowatych (Coenagrionidae). Endemit Brazylii.